# Tim Streib
Tim Streib (* 16. April 2001 in Speyer, Deutschland) ist ein deutscher Ruderer. Er ist Mitglied der Rudergesellschaft Speyer und hat sowohl auf nationaler als auch auf internationaler Ebene Erfolge erzielt. Zu seinen größten Erfolgen zählen mehrere Medaillen bei U23-Weltmeisterschaften sowie ein Podiumsplatz bei der Weltmeisterschaft 2024.

## Karriere

### Nationale Erfolge
Tim Streib begann seine Ruderkarriere bei der Rudergesellschaft Speyer. Bereits früh zeigte er sein Talent und gewann Medaillen bei verschiedenen nationalen Meisterschaften und Regatten. Sein Engagement und seine Leistungen führten dazu, dass er ein Sportstipendium erhielt und für die LaSalle University in den Vereinigten Staaten rudert.

### Internationale Erfolge
- 2022: Silbermedaille bei den U23-Weltmeisterschaften 2022 in Varese, Italien, im Leichtgewichts-Männer-Doppelvierer.
- 2023: Silbermedaille bei den U23-Weltmeisterschaften 2023 in Plovdiv, Bulgarien, im Leichtgewichts-Männer-Doppelvierer.
- 2024: Bronzemedaille bei den Ruder-Weltmeisterschaften 2024 in St. Catharines, Kanada, im Leichtgewichts-Männer-Doppelvierer.

## Ausbildung und Studium
Neben seiner sportlichen Karriere studiert Tim Streib an der LaSalle University in Philadelphia, wo er auch im Ruderteam der Universität aktiv ist.